# Traun (flod)

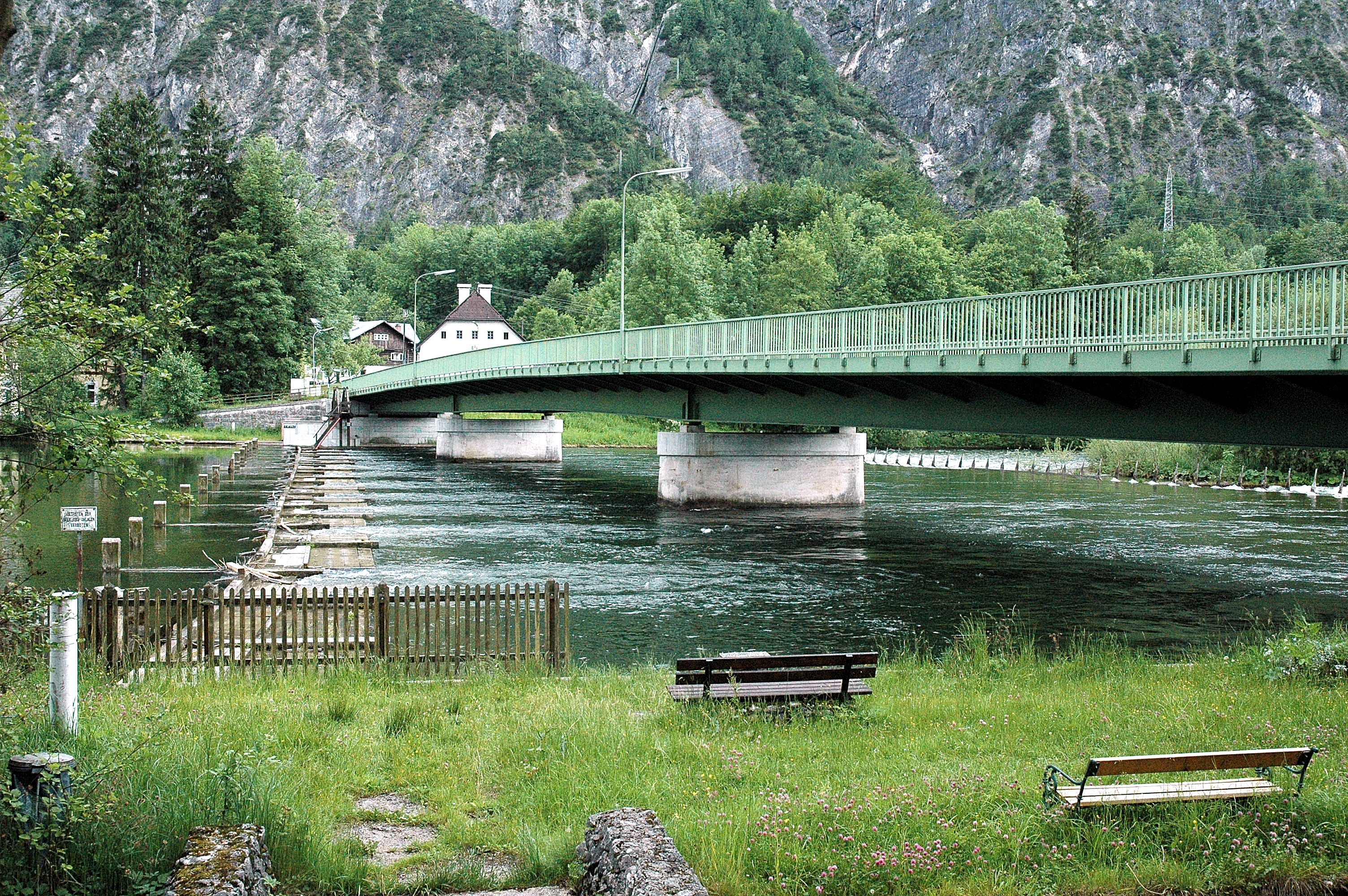
Bro nära Hallstätter See

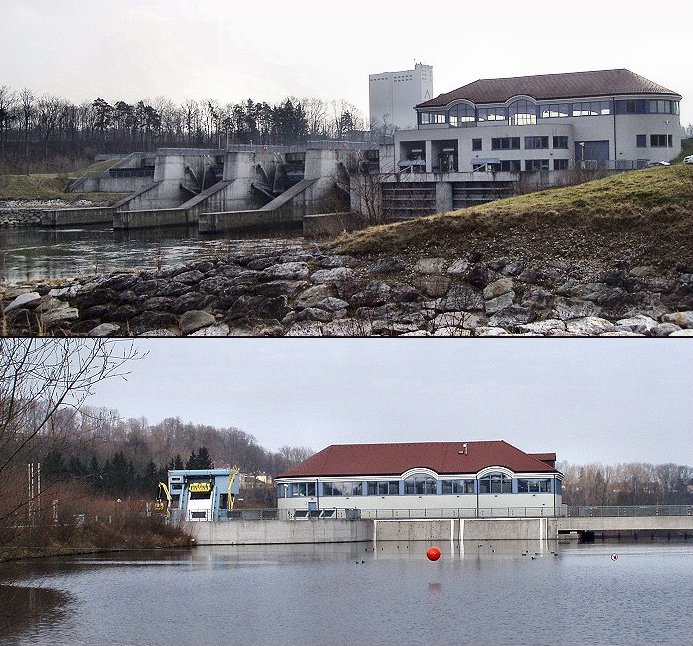
Lambachs vattenkraftverk

Traun är en 153 km lång biflod till Donau. Den rinner upp vid Kammersee i Steiermark, flyter genom Salzkammergut och mynnar i Donau söder om Linz. Större sjöar är Hallstätter See och Traunsee. 
Tidigare var floden en viktig transportled för salt och timmer. Idag är kraftverken längs floden av ekonomisk betydelse.